# 뉴 논스톱
《뉴 논스톱(New Nonstop)》은 2000년 7월 31일부터 2002년 5월 17일까지 방송되었던 시트콤이었다.

## 캐릭터 및 주무대 변천
초기 주 무대 설정이 서로 서로 아버지(김형자 아주머니가 1974년 결혼한 후 1978년 성격차이로 이혼한 효진 아빠 《김상순》, 이후 김형자 아주머니가 1979년 재혼했으나 1985년 성격차이로 인하여 또 이혼했었던 재은 아빠 《이동신》)가 다른 두 자매(효진과 재은)의 엄마 김형자가 운영하는 《‘하숙집’》과 효진이 아르바이트를 하는 《'정원관의 카페’》, 그리고 《‘문화대학교’》와 《‘강의실’》 등이었다. 하지만 104회(논스톱 회차 포함) 이후로 주 무대가 하숙집에서 기숙사로 옮겨지고 학교와 강의실은 그대로 사용된다. 극중의 캐릭터적으로는 김효진과 이재은의 엄마 형자가 두 번째 이전 남편(1985년 이혼했던 두번째 이전 배우자였던 동신)이기도 하였던 재은 아빠(이동신)와는 결국 서로의 사랑이 번지어 남아 있음을 확인하면서 2000년 재결합하고 결국 김형자는 이동신이 사는 부산으로 가게 되자 아이들은 모두 기숙사로 거처를 옮기게 된다. 그리고 재은의 아빠 다른 언니 김효진(김상순과 김형자의 딸)은 전직 《서울 삼북 볼링장》의 전직 지배인이었다가 서울 사립 문화대학교 기숙사 사감으로 임용되면서 갑자기 효진은 그렇게 구성원으로서의 지위의 서열이 탄탄하게도 변한다. 이후 박경림을 시작으로 조인성, 정다빈, 김정화, 장나라, 정태우 등이 차례대로 줄줄이 기숙사로 들어오게 된다.

## 출연진
《뉴 논스톱》은 《논스톱》의 속편이기도 하다.

### 주요 인물
초기 하숙집 배경 (51회 ~ 103회)
- 이민우, 김영준, 양동근, 이제니, 이잎새 : 하숙생
- 이재은 : 이재은 역

하숙집 딸.
- 김형자 : 김형자 역

효진과 재은의 엄마. 하숙집 주인.
- 김효진 : 김효진 역

재은의 언니.
기숙사 배경 (104회 ~ 472회)
- 이민우 : 이민우 역

골프가 특기인 느끼한 바람둥이이자 지난날 이제니의 남자 친구. 249화에서 동기들보다 1살 어린 양력 1981년 1월 16일생이었음이 밝혀진다.
- 김영준 : 김영준 역

만능 스포츠맨이며 여자들에게 인기는 많지만 정작 본인은 그닥 별로 관심이 없다. 그는 얼굴이 작고 외모가 특이해서 "타조알"이라고 놀림을 받기도 한다.
- 양동근 : 양동근 역

체조 선수이며 오지랖이 넓어서 웬만한 구박에는 동요하지 않는 강적이다. 여자들을 좋아하지만 여자들에게 별로 인기가 없다.
- 이제니 : 이제니 역

미국 필라델피아(펜실베이니아 주)의 교포 출신으로 테니스를 전공하며 아무리 명랑해도 미국 스타일로 명랑하면서 엉뚱한 구석도 있다.
- 이잎새 : 이잎새 역

동급생들과 같은 사회체육학과 99학번 출신이며 2학년 2학기 수료 및 휴학한지도 1개월 후 둘째 이모(주동서)의 직계 일가족들이 사는 마카오에 외유를 떠난다.
- 이재은
- 박경림 (99회 ‘달려라 경림’ (2000년 11월 6일))
- 조인성 (177회 ‘삼총사’ (2001년 3월 6일))
- 정다빈 (195회 ‘그대가 남자라는 이유만으로’ (2001년 4월 2일))
- 김정화 (258회 ‘추억속의 그대’ (2001년 7월 4일))
- 장나라 (269회 ‘추억만들기’ (2001년 7월 19일))
- 정태우 (336회 ‘꼬리치는 남자’ (2001년 10월 26일))
- 김효진 : 김효진 역

기숙사 사감
- 정원중 : 정원중 역

사회체육학과 교수

### 이전 주요 인물
- 이경규 : 이경규 전직 사회체육학과 교수 역

사회체육학과 교수.
- 정원관 : 정원관 전직 대표 역

서울 동작구 동작동 소재 문화 카페 전직 주인.
- 조형기 : 이형기 전직 사장 역

2000년 12월 21일(목요일)까지 서울 은평구 갈현동 소재 은평 나이트 클럽 사장 직함을 지낸 이형기(이잎새 아빠).
- 송종호 : 송종호 역

이잎새 고모(이석자)의 시조카.

### 특별출연(카메오)
- 남성진

57회 ‘카사노바 다이어리’ 편
- 김용건

57회 ‘카사노바 다이어리’ 편
- 양미라

65회 ‘신귀공자’ 편
- 조혜련

65회 ‘신귀공자’ 편
- 홍석천

65회 ‘신귀공자’ 편
- 홍경민

65회 ‘신귀공자’ 편
- 김진수

65회 ‘신귀공자’ 편
- 박지윤

86회 ‘어느 멋진 날’ 편
- 정웅인 - 《세친구》의 정웅인 캐릭터

96회 ‘가을이 싫어’ 편
- 김세아

98회 ‘댄스댄스’ 편
- 박명수

99회 ‘달려라 경림’ 편
141회 ‘뒤늦은 후회’ 편
- 김현정

100회 ‘터프한 그녀’ 편
- 조성모(스페셜)[14] - 건달 출신으로 경림의 오빠 박성모 역

104회 ~ 108회 ‘다음 사람을 위해...1~5’
- 핑클(이효리, 옥주현, 이진, 성유리)

110회 ‘그들만의 사랑’ 편
111회 ‘왜’ 편
- 임창정

123회 ‘뛰는 동근 위의 나는 창정’ 편
124회 ‘비정의 오디션’ 편
- 정준하

123회 ‘뛰는 동근 위의 나는 창정’ 편
- UN

123회 ‘뛰는 동근 위의 나는 창정’ 편
126회 ‘사악한 경림’ 편
- 홍수현

128회 ‘강적출연’ 편
- 신동엽(스페셜)

129회 ‘술독에 빠진 날’ 편
130회 ‘사나이 동엽’ 편
131회 ‘누가 나를 미치게 하는가’ 편
132회 ‘크리스마스에 눈이 내리면’ 편
133회 ‘돈을 갖고 튀어라’ 편
- 허준호

133회 ‘돈을 갖고 튀어라’ 편
- 서경석

134회 ‘우리의 사랑이 필요한 거죠’ 편
- 양진석 : 문화대학교 체육교육학과 교수 양진석 역

150회 ‘게릴라 콘서트’ 편
168회 ‘동근 적수 만나다’ 편
- 이범수(스페셜)

157화 ~ 158회 ‘나도 애인이 있었으면 좋겠다1~2’ 편
- god(스페셜)

162화 ‘유별남매’ 편 - 박준형
163화 ‘나쁜 친구들’ 편 - 윤계상, 손호영
164화 ‘초콜릿 스캔들’ 편
165화 ‘태우가 경림을 만났을 때’ 편 - 김태우, 데니 안
166화 ‘니가 필요해’ 편
375회 ‘크리스마스에는’ 편
376회 ‘다시’ 편
377회 ‘난 은인이 있는데’ 편
378회 ‘모르죠’ 편
379회 ‘길’ 편
- 김성수

173회 ‘지독한 사랑’ 편
- 천정명[16]

180회 ‘추억의 사춘기’ 편
- 윤손하[17]

181회 ‘어서 말을 해’ 편
182회 ‘재회’ 편
186회 ‘젊은 날의 초상’ 편
188회 ‘사랑할 순 없는지’ 편
189회 ‘너의 뒤에서’ 편
- 엄정화

185회 ‘엄정화가 된 경림’ 편
- 듀크

187회 '누가 동근이 좀 말려줘요!' 편
- 이현우

198회 ‘현우 길을 잃다’ 편
199회 ‘요즘 너는’ 편
200회 ‘missing you’ 편
201회 ‘헤어진 다음날’ 편
- 전유성[18]

204회 ‘김사감과 러브레터’ 편
- 싸이[19]

205회 ‘누가 나를 미치게 하는가’ 편
- 초난강(쿠사나기 쯔요시)

206회 ‘너희가 조인성을 아느냐’ 편
237회 ‘나는 할 수 있다’ 편
- 플라이 투 더 스카이(환희, 브라이언)[21]

207회 ‘개천에서 용나다’ 편
- 지누션[22]

209회 ‘한다면 한다’ 편
- 김가연[23]

226회 ‘열녀 재은’ 편
- 드렁큰타이거[24]

226회 ‘열녀 재은’ 편
265회 ‘우리 사랑 이대로’ 편
- 은지원

231회 ‘보스의 여자’ 편
- 샤크라(정려원, 황보, 이니, 은)

235회 ‘여인천하’ 편
- 고명환

238회 ‘영준의 라이벌 고수’ 편
287회 ‘양치기 소년 동근’ 편
- 고수[25]

238회 ‘영준의 라이벌 고수’ 편
239회 ‘낭만 고수’ 편
- 자두[26]

244회 ‘외기러기 경림’ 편
256회 ‘잘생겨서 죄송합니다’ 편
- 박광현[27]

250회 ‘번지점프를 할 뻔하다’ 편
- 강성훈

255회 ‘철가방을 든 사나이’ 편
256회 ‘잘생겨서 죄송합니다’ 편
- 박수홍 - 경림이 사랑한 남자

279회 ‘불쌍한 인생들’ 편
280회 ‘사랑할까요’ 편
281회 ‘눈먼 사랑의 노래’ 편
283회 ‘이별 그리고...’ 편
- 문천식

287회 ‘양치기 소년 동근’ 편
- 쥬얼리(박정아, 이지현)

307회 ‘댄싱퀸’ 편
- 성시경

313회 ‘미소천사’ 편
- 신화(에릭, 이민우, 김동완, 전진)

317회 ‘엇갈린 선택’ 편
318회 ‘우리 그냥 사랑하게 해주세요’ 편
319회 ‘어느 가을날’ 편
- 정양[28]

323회 ‘복수는 나의 것’ 편
- 연정훈[29]

324회 ‘예쁜 것도 죄’ 편
- 투야(김지혜)[30]

325회 ‘공부가 가장 쉬웠어요’ 편
- 클릭비, 김상혁

329회 ‘남자가 된 경림’ 편
- 박예진[31]

332회 ‘시험연가’ 편
- 비류와 온조(이은실·이은주)[32]

348회 '남자친구를 보여줘' 편
390회 ‘구리구리 전성시대’ 편
453회 ‘인성, 나라 남자친구 되다’ 편
- NRG(이성진, 노유민)

350화 '주접떠는 남과 여’ 편
- 하늘[33]

353회 ‘소녀의 기도’ 편
- 이서진

360회 ‘찍고 또 찍고’ 편
- 태진아[34]

364회 ‘우렁각시 나라’ 편
- 김장훈

368회 ‘내겐 슬픈 선물’ 편 - 가판대 주인
369회 ‘미안해’ 편
- 홍경민 - 동근의 형 양경민 역

371회 ‘형제의 벽’ 편
372회 ‘복터진 나라’ 편
373회 ‘나라를 부탁해’ 편
- 설운도[35]

379회 ‘길’ 편
- 김흥수

389회 ‘이상한 관계’ 편
- 신승환

391회 ‘외로움에 쓰러지다’ 편
- 양희은 - 동근의 고모 양희은 역

396회 ‘이심전심’ 편
402회 ‘동근의 라이벌’ 편
- 신동진(아나운서)

(399회 ‘치킨런’ 편
- K-POP(유빈)

400회 ‘빨간 망토 동근’ 편
- 죠앤[36]

401회 ‘인성, 군대가다’ 편
- 1TYM[37]

402회 ‘동근의 라이벌’ 편
- 강승호(정태우 진짜 매니저, 일명 깡통 아저씨)

402회 ‘동근의 라이벌’ 편
- 강성연

407회 ‘조폭애인’ 편 - ‘조폭마누라’ 패러디
- JtL

424회 JtL특집 1편 ‘경림의 첫사랑’ 편
425회 JtL특집 2편 ‘용쟁호투’ 편
- 이수영

431회 ‘그리고 사랑해’ 편
- 김정민

434회 ‘보고싶다 친구야’ 편
- 최민용

448회 ‘왕자와 거지’ 편
- 심태윤

448회 ‘왕자와 거지’ 편
- 베이비 복스

451회 ‘인성의 여인천하’ 편
- 강성민

453회 ‘인성, 나라 남자친구 되다’ 편
- 강병규

458회 ‘그대 위한 사랑’ 편
- 추소영

458회 ‘그대 위한 사랑’ 편

### 그 외 인물
- 김성은 - 김성은 역 - 21세 대입 재수 합격생[38]

399회 ‘치킨런’ 편
405회 ‘운동합시다’ 편
- 김경식 - 김경식 역 - 27세 육군 예비역 병장[39]

462회 ‘육군병장 김경식’ 편
- 박재영 - 박재희 역 - 여깡패 중 한명

464회 ‘허락해 주세요’ 편
- 조정린 - 조상림 역 - 여깡패 중 한명

464회 ‘허락해 주세요’ 편
- 김선화 - 김선화 역

51회 '나이트 입구에서 소방차 멤버 원관임을 알아보고 반기는 중년 여성' 편
61회 '술집 중년 여성 손님' 편
- 박주희 - 박주희 역

55회 '이민우, 양동근과 소개팅한 여자 2' 편
60회 '나이트클럽에서 이경규, 정원관과 부팅하는 여자 1' 편
74회 '나이트녀' 편
141회 '이재은, 권은아의 친구' 편
156회 '이민우의 후배' 편
- 최범호 - 최광수 역

56회 '조문객 맞이하고 있는 이민우 친구 최창석(서현기 분)의 아버지(돼지띠 1959년생 최광수)' 편
- 김용만 - 이용우 역

56회 '이민우의 첫째 친형(이용우)' 편
- 김춘호 - 김춘호 역

60회 '골목길에 이재은, 이제니, 이잎새에게 추근덕대다 이재은에게 참교육' 편
61회 '양미라에게 찝쩍대' 편
87회 '누드모델 아르바이트 지도자' 편
- 김나영 - 김나영 역

60회 '이경규, 정원관과 부팅하는 여자 2' 편
96회 '이제니, 이민우의 학교 선배' 편
- 이숙 - 이숙 역

61회 '술집 중년 여성 손님' 편
114회 '배식 도우미' 편
- 임성훈 - 임성훈 역

62회 '사랑의 스튜디오' 편
93회 '생방송 퀴즈가 좋다' 편
- 박미선 - 박미선 역

62회 '사랑의 스튜디오' 편
- 백지영 - 백지영 역

62회 '사랑의 스튜디오 2번' 편
- 윤정수 - 윤정수 역

62회 '사랑의 스튜디오' 편
- 엄지원 - 엄지원 역

62회 '사랑의 스튜디오' 편
- 안연홍 - 최연홍[40] 역

63회 '경기도 양평 옥천면 옥천리 사는 서울 문화공업고등학교 2학년 재학생 최상학의 경기도 수원 장안구 송죽동 지역으로 취직한 누나' 편
- 채나리 - 채나리 역

70회 '선머슴아 같은 이재은을 좋아하는 문화대학교 영어영문학과 00학번 1학년 후배' 편
- 고영욱 - 고영욱 역

77회 '이제니의 소개팅 상대남' 편
- 이상민 - 이상민 역

77회 '이제니의 소개팅 상대남' 편
- 이혁재 - 이혁재 역

80회 '이잎새에게 들이대는 남자' 편
- 최준용 - 김범수 역

81회 '이경규의 옛 친구인 제일 대학 교수' 편
- 김채연 - 김채연 역

83회 '양동근, 이민우가 한눈에 반한 편의점 알바생' 편
- 구민지 - 김희선 역

87회 '이민우가 골프치다 만난 구지나' 편
145회 '박경림이 동창 커플 모임 갈 때 참석한 동창생 구민지' 편
162회 '준형이 찾고 있는 첫사랑 김희선' 편
- 정경숙 - 정경숙 역

88회 '옷 가게 점원' 편
90회 '김영준을 변태로 오인하여 구두로 얼굴 걷어차는 여자' 편
114회 '호떡 사는 손님' 편
149회 '아이스크림 가게 진상 손님' 편
175회 '김영준의 외모를 롤모델 삼는 성형 상담녀' 편
- 김용희 - 김용희 역

96회 '카페 종업원 김효진에게 데이트 신청하는 카페남' 편
- 서범식 - 송광식 역

104회 '조직에서 벗어나려는 성모를 집요하게 괴롭히는 건달' 1편
106회 '조직에서 벗어나려는 성모를 집요하게 괴롭히는 건달' 2편
107회 '조직에서 벗어나려는 성모를 집요하게 괴롭히는 건달' 3편
108회 '조직에서 벗어나려는 성모를 집요하게 괴롭히는 건달' 4편
130회 '오토바이 주인으로 스치듯' 편
- 전영미 - 전영미 역

114회 '계모임하다 사기당한 배식 도우미' 편
134회 '붕어빵 사러온 손님' 편
141회 '옷 가게 판매원' 편
145회 '백화점 옷 가게 점원' 편
173회 '성수가 선보는 상대 여성 어머니' 편
- 손소영 - 손소영 역

120회 '이민우를 쫓아다니는 문화대학교 무용학과 1학년 후배' 편
167회 '영준이와 소개팅한 제니 친구' 편
283회 '박수홍과 눈맞은 카페 여사장' 편
- 정은아 - 정은아 역

138회 '친구인 재은이의 주선으로 동근이와 소개팅' 편
170회 '이별을 고하는' 편
- 양진석 - 양진석 역

150회 '교수1' 편
168회 '교수2' 편
- 이유 - 이유 역

154회 '동근이가 락카페에서 만난 춤 잘추는 1학년 후배' 편
168회 '같은 배역으로 동근이가 힙합 댄스 동아리 꾸릴 때 부원' 1편
171회 '같은 배역으로 동근이가 힙합 댄스 동아리 꾸릴 때 부원' 2편
175회 '입학한 신입생' 1편
176회 '입학한 신입생' 2편
- 강수영 - 강수영 역

158회 '시장 상인' 편
- 홍승옥 - 홍승옥 역

162회 '박준형의 첫사랑 어머니' 편
- 임선영 - 임선영 역

168회 '동근이가 꾸리는 힙합 댄스 동아리 후배 부원' 편
- 한공주 - 한공주 역

168회 '동근이가 꾸리는 힙합 댄스 동아리 후배 부원' 1편
171회 '동근이가 꾸리는 힙합 댄스 동아리 후배 부원' 2편
175회 '입학한 신입생' 1편
176회 '입학한 신입생' 2편
- 이재문 - 이재문 역 ... 문화대학교 공과대학 산업공학과 00학번 및 1981년생

168회 '동근이가 이끄는 힙합 댄스 동아리 후배 부원' 1편
176회 '동근이가 이끄는 힙합 댄스 동아리 후배 부원' 2편
- 은원재 - 어린 시절의 김영준 역

169회 '어린 영준' 편
- 하미니 - 하미니 역

175회 '입학한 신입생' 1편
176회 '입학한 신입생' 2편
362회 '초등학교 때 짝꿍인 영준이와 10년 후 다시 만나자는 약속을 위해 찾아온 미니' 편
- 이혜미 - 이혜미 역
- 임유진 - 임유진 역

179회 '동근이 이끄는 힙합 댄스 동아리에 들어온 신입생' 편
233회 '계략을 뒤늦게 재은이에게 들키는' 편
- 손유경 - 손유경 역

191회 '문화대학교 사회체육학과 2000년도 00학번 후배' 편
196회 '정다빈의 친구' 1편
203회 '정다빈의 친구' 2편
218회 '정다빈의 친구' 3편
228회 '이재은의 친구' 편
264회 '경림이와 같이 호프집 아르바이트 하는 사람' 편
288회 '영준이를 타조알 닮았다고 비웃는 여자1' 편
- 양현태 - 마현태 역

195회 '동근이 매맞는 남자라고 소문날 때 화장실에서 비웃는 남학생' 편
- 전정희 - 전정희 역

199회 '중국집 배달부 현우를 공짜로 부려먹으려고 찾으러 온 부부' 편
301회 '배식 도우미' 편
432회 '요리 학원 주부 수강생' 편
454회 '조인성의 외숙모' 편
- 인교진 - 인교진 역

215회 '대학교 복도에서 마주친 양동근의 친구' 편
288회 '영준이의 대학 동기2' 편
351회 '인성이의 대학 친구' 편
- 이유정 - 이유정 역

234회 '비틀즈 예스터데이에 얽힌 인성이의 첫사랑 에피소드에 고등학교 시절 합창대회 피아노 반주해주는 여학생' 편
- 민경조 - 김혜숙 역

241회 '정원중 교수의 첫사랑' 편
236회 '조인성에게 의상 발표회 모델 제의하는 의상 디렉터' 편
277회 '정원중 교수에게 효진을 지방 기숙사 사감으로 추천하는 행정사무원' 편
- 최미영 - 최미영 역

247회 '영준이를 통해 인성이와 소개팅' 편
256회 '인성이를 영준이로 착각한 학교 후배' 편
295회 '다섯 차례 걸쳐 인성이가 고등학교 시설 좋아한 짝사랑한 친구' 1편
296회 '다섯 차례 걸쳐 인성이가 고등학교 시설 좋아한 짝사랑한 친구' 2편
300회 '다섯 차례 걸쳐 인성이가 고등학교 시설 좋아한 짝사랑한 친구' 3편
304회 '다섯 차례 걸쳐 인성이가 고등학교 시설 좋아한 짝사랑한 친구' 4편
305회 '다섯 차례 걸쳐 인성이가 고등학교 시설 좋아한 짝사랑한 친구' 5편
- 한희 - 희선 역
- 황윤미 - 황윤미 역

250회 '박광현 교수의 옛 애인' 편
- 한미진 - 한미진 역

288회 영준이가 타조알 닮았다고 비웃는 여자 2 역
- 이정윤 - 이민정 역

253회 '헬스장에서 일하는 인성이를 짝사랑하는 중학생 소녀' 편
- 고석준 - 고석준 역

279회 '수홍에게 구입한 소가죽 벨트가 가짜인 걸 알고 향의하는 남자' 편
- 지영옥 - 지영옥 역

279회 '식당 주인' 편
- 김일우 - 김일우 역

290회 '1인' 편
- 오현철 - 오현철 역

309회 '나라를 중학생이라 오해하고 쫓아다니는 중학생 소년' 1편
326회 '나라를 중학생이라 오해하고 쫓아다니는 중학생 소년' 2편
- 이정용 - 이정용 역

323회 '엄격한 성격인 인성이의 태권도부 선배이자 동근이 나이트에서 만난 여자의 남자친구' 편
- 정정아 - 정정아 역

344회 '남자친구가 나라와 바람피는 걸로 오해하고 따귀 때리는 여자친구' 편
- 서현석 - 서현석 역

350회 '인성이의 중학교 시절 모습' 편
- 김창환 - 김창환 역

367회 '나라를 스토킹하는 중학생 소년' 편
- 김소형 - 김소형 역

391회 '한의사' 편
- 이재포 - 이재포 역

402회 '지하 상가에서 짝퉁 테이프 판매하는 사기꾼' 편
- 은희수 - 은희수 역

404회 '태우가 느끼하게 작업 걸다 성질 건드리는 카페 종업원' 편
- 이경미 - 이경미 역

417회 '남자 선배들 상대로 한 인기 투표에서 인성이가 인기 투표 1위 했다고 선물 건네는 후배1' 편
423회 '태우가 작업 거는 여고생' 편
442회 '나라의 친구들' 편
448회 '동창 커플 모임할 때 정화의 친구' 편
458회 '바에서 태우가 작업 거는 상대 여성' 편
466회 '인성 일행의 나이트 부킹녀' 편
- 최자혜 - 최자혜 역

417회 '남자 선배들 상대로 한 인기 투표에서 인성이가 인기 투표 1위 했다고 선물 건네는 후배2' 편
446회 '여자 신입생' 1편
453회 '여자 신입생' 2편
466회 '인성 일행의 나이트 부킹녀' 편
- 김태현 - 김태현 역

425회 '남자 아이들 기숙사가 시끄러워서 항의하러 온 남학생2' 편
- 이수영 - 리수영 역

431회 '연변에서 온 처녀' 편
- 오정태 - 김정민 역

434회 '효진의 진짜 펜팔 상대인 군인' 편
450회 '다빈의 부탁을 받고 나라를 꼬시는 다빈의 지인' 편
- 강보경 - 강보경 역

437회 '동근이 교생실습 나갈 때 맡았던 반 학생인 여중생' 편
- 신마 - 신종마 역

438회 '정화가 반한 동근의 고등학교 후배' 편
- 박형선 - 박형선 역

447회 '태우가 양다리 걸치는 5살 연상 바이올리니스트' 편
- 정승재 - 이영철 역

450회 '다빈의 부탁을 받고 나라를 꼬시는 다빈의 지인' 편
- 장인한 - 조광한 역

454회 '인성이의 할아버지 1916년생 용띠 조광한' 1편
463회 '인성이의 할아버지 1916년생 용띠 조광한' 2편
464회 '인성이의 할아버지 1916년생 용띠 조광한' 3편
468회 '인성이의 할아버지 1916년생 용띠 조광한' 4편
- 김경애 - 김경애 역

457회 '점쟁이' 편
- 김현철 - 김현철 역

457회 '나라가 사진 찍어달라고 요청하는 행인' 편
- 윤성훈 - 윤성훈[42] 역

459회 '다빈이의 사촌이자 정화의 눈을 사로잡은' 편
- 하하 - 하명중[43] 역

460회 '효진의 소개팅남' 편
- 장신영 - 장신영 역

463회 '주사 놓는데 서투른 간호사' 편
- 이궁희 - 이궁희 역

466회 '사고당할 뻔한 남자' 편
- 김태희 - 김진주 역
- 김사랑 - 한예슬 역
- 김신록 - 윤지혜 역
- 김보영 - 이수빈 역

이잎새 집안과 송종호 집안 둘 관련
- 서영애 - 주영주 역

1954년생. 이형기 4년 연상녀 아내 주영주 여사(이잎새 엄마).
- 이인성 - 송준섭 역

1950년생. 이잎새의 고모부. 송종호의 큰아버지.
- 전임복 - 이석자 역

1952년생. 이잎새의 고모. 송종호의 큰어머니.
- 이성 - 송홍섭 역

1948년생. 이잎새의 고모부 송준섭의 형(송종호의 아버지).
- 최방란 - 고팽숙 역

1951년생. 이잎새의 고모부 송준섭의 형수(송종호의 어머니).
- 엄현정 - 홍현정 역

1974년생. 이잎새의 이종사촌 언니.
- 김은영 - 고은영 역

1949년생. 송종호의 이모.
- 엄태국 - 양근승 역

1972년생. 송종호의 이종사촌 형.
- 고명환 - 양희승 역

1973년생. 송종호의 이종사촌 형.
조인성의 친가 및 친가친척 관련
- 김주영 - 조주영[53] 역

1952년생 용띠. 조인성의 아버지.
- 정재순 - 정재순 역

1947년생 돼지띠. 조인성의 어머니.
- 이문수 - 조기두[56] 역

1944년생 원숭이띠. 조인성의 막내 배다른 서얼 종조 할아버지(막내 이복 서얼 작은할아버지). 조인성 아버지 조주영의 막내 서얼 배다른 숙부(막내 이복 서얼 작은아버지). 일제 시대 경상남도 창녕 대지면 왕산리 대농가 대주(故 조시욱, 1898년생~1968년졸, 향년 71세.)의 슬하 2남 6녀(8남매) 중 서얼 차남(막내아들)으로 출생한 그는 서울 도봉구 도봉동 거주자.
- 한상진 - 조태혁 역

1978년생 말띠. 원숭이띠 조인성 학생의 고작 두살 많은 5촌 종숙부(조인성 막내 이복 서얼 작은할아버지 조기두 영감의 슬하 1남 2녀(3남매) 중 막내아들). 조주영의 종제(조인성 아버지 조주영의 친가 사촌 아우). 2001년 2월 당시 한일대학교 금속공학과 학사 출신으로, 2001년 7월 당시 서울 도봉구 도봉동 거주자 및 2001년 8월 당시 공군 사병 입대 예정자.
조인성의 외가 및 외가친척 관련
- 선동혁 - 정송걸[57] 역

1955년생 양띠. 조인성의 막내 외숙부.
- 전정희 - 전정희[59] 역

1962년생 호랑이띠. 조인성의 막내 외숙모.
조인성의 1993년 2월, 경상남도 창녕 대지국민학교 졸업 동기 동창 관련
- 조재혁 ... 조인성의 옛날 국민학교 동창 조재혁 역
- 오협 ... 조인성 국민학교 동창 조재혁의 자형 오태협 역
- 염재욱 ... 조인성 국민학교 동창 조재혁의 사촌 남동생 조재욱 역
- 조안[61] ... 조인성 국민학교 동창 조재혁의 사촌 누이동생 조안 역

조인성의 1999년 2월, 경상남도 창원고등학교 졸업 동기 동창 관련
- 정성호 - 정성호[62] 역

조인성의 경상남도 창녕중학교 및 창원고등학교 동창 정성호
- 이우제 - 이우제[63] 역

조인성의 고등학교 동창 이우제
박경림의 친가 및 친인척 사돈 관련
- 서춘화 : 서춘화 역

1956년생. 박경림의 어머니. 서울 송파구 가락동 거주자.
- 김영석 : 김영석 역

1961년생. 경림 외갓댁 먼 친척 젊은 YS 할배뻘(박경림 모친 서춘화 여사의 친정 배다른 외숙부). 박경림 외할머니(김선춘)의 친정 막내 이복 남동생. 서울 동작구 상도동 거주자.
- 황일청 : 박복태 역

1939년생. 용준 아버지 박 영감. 박경림의 큰아버지. 서울 동작구 노량진동 거주자.
- 최선자 : 최선자 역

1941년생. 용준 어머니 최 여사. 박경림의 큰어머니.
- 김용준 : 박용준 역

1968년생. 박경림의 사촌 오빠.
- 김나래 : 김나래 역

1980년생. 박용준 아내. 박경림의 사촌 올케 언니.
- 오정석 : 박용희 역

1973년생. 박경림의 사촌 오빠.
- 김민정 : 김민정 역

1982년생. 박경림 사촌 오빠(박용준)의 처제. 서울 동작구 동작동 거주자.
- 강미 : 강미 역

1950년생. 박경림 사촌 오빠(박용준)의 장모.
- 권인선 : 권인선 역

박경림의 먼 사돈댁으로 골프(취미)와 수영(특기)을 즐기는 2001년 당시 만26세 미술학원 강사 권인선 역
박경림의 1993년 2월, 국민학교 졸업 동기 동창 관련
- 백종헌 ... 박경림의 옛날 국민학교 동창으로 문화대학교 인문과학대학 철학과 99학번 백현종 역
- 강용석 ... 박경림의 옛날 국민학교 동창으로 문화대학교 인문과학대학 철학과 99학번 강차섭 역
- 손건우 ... 박경림 국민학교 동창 강차섭 형 강동섭 역
- 방경림 ... 박경림 국민학교 동창 강차섭 형수 소영주 역
- 홍세은 ... 박경림 국민학교 동창 강차섭 누이동생 강채리 역
- 마준오 ... 박경림 국민학교 동창 강차섭 매제 마금오 역

2000년 8월 초, TV 특집 이슈 보도 관련
- 주영훈 - 주영훈 사장 역

2000년 8월 초 당시 만28세인 경기도 안양영화예술고등학교 출신의 빅터 코발트 기획 사장 주영훈
2001년 1월 초, TV 특집 이슈 보도 관련
- 김준희 - 김준희 전직 경리과장 역

2001년 1월 초 당시 만25세였으며 케이블 TV 연예 뉴스에 출연한 경기도 성남계원예술고등학교 출신의 前 서울 스닙스 컴퍼니 경리과 과장 김준희
역대 주요 문화대학교 교수
- 정대홍 : 정대홍 명예교수 역

문화대학교 전직 총장 정대홍 문화대학교 철학과 명예교수
- 설운도 : 김도협 교수 역

문화대학교 전직 총장 김도협 문화대학교 농학과 교수
- 태진아 : 김헌출 교수 역

문화대학교 현직 총장 김헌출 영어영문학과 교수
- 한춘일 : 한춘일 교수 역

문화대학교 현직 제1부총장 한춘일 철학과 교수
- 양지운 : 양지운 교수 역

문화대학교 현직 제2부총장 양지운 국어국문학과 교수
- 김강산 : 김강산 교수 역

문화대학교 현직 제3부총장 김강산 생화학과 교수
- 황윤걸 : 황윤걸 교수 역

2001년 8월 21일 13시(오후 1시)를 기하여, 신병치료(간염 치료)를 하고자 문화대학교 제3부총장 자리를 그만두고 병가 기간을 갖는 전직 문화대학교 제3부총장 황윤걸 물리학과 교수
- 현철 : 현철 교수 역

문화대학교 현직 인문과학대학 학장 현철 서구권인문과학과 교수
- 송대관 : 송대관 교수 역

문화대학교 현직 미술대학 학장 송대관 미술학과 교수
- 유병준 : 강치도 교수 역

문화대학교 현직 체육과학대학 학장 강치도 문화대학교 태권도학과 교수
- 김기현 : 김기현 명예교수 역

문화대학교 체육학과 명예교수 및 전직 문화대학교 체육과학대학 학장
- 박영지 : 박안총 석좌교수 역

한일대학교 철학과 명예교수 겸 문화대학교 철학과 석좌교수 및 전직 문화대학교 대학원장
타 대학 교수 관련
- 최석준 : 김익겸 객원교수 역

문화대학교 경영학과 객원교수
- 하동진 : 홍익한 객원교수 역

문화대학교 영어영문학과 객원교수
- 박상철 : 강석기 객원교수 역

문화대학교 중어중문학과 객원교수
- 정요숙 : 강일숙(한의사 및 한의학 박사) 겸임교수 역

2001년 9월 3일 월요일 당시 문화대학교 전직 제3부총장 황윤걸 교수의 청탁 아닌 청탁을 받고 문화대학교 인문과학대학 학장 현철 교수와 문화대학교 미술대학 학장 송대관 교수에게 왕진을 온 한의학 박사 및 전직 서광대학교 한의과대학 겸임교수 출신의 한의사 강일숙 경기도 수원 소재 담인한의원 제1수석부원장
김효진의 경기도 김포 친가 및 친인척 사돈 관련
- 김상순 : 김상순[79] 역

효진 아빠. 경기도 김포 유지. 2000년 8월 당시 김형자의 1번째 前 남편(효진 아빠)인 1937년 10월 20일 일제 강점기 조선국 시대 경기도 김포 월곶면 고양리 출생한 김상순 -
- 권은아 : 권은아 역

효진 계모. 2000년 8월 당시 김형자 前 남편 김상순의 2번째 부인이자 김효진 계모(새어머니)이며 김민선 어머니. 1959년 6월 12일 경상북도 안동 출생한 권은아 -
- 김민선 : 김민선 역

효진 이복 누이동생. 2000년 8월 당시 김형자 前 남편 김상순 둘째딸(김상순 영감의 차녀)이자 김효진의 1981년 3월 18일생 이복 여동생 김민선 -
- 김흥국 : 김흥국 역

2002년 2월 당시 경기도 김포 양촌면 양곡리 사는 김효진의 1959년 8월 25일생 사촌 오빠 김흥국이 김효진을 잠시 만나러 옴.-
- 김종서 : 김종서 역

2000년 8월 당시 강원도 원주 중앙동 사는 김효진의 1964년 11월 12일생 사촌 오빠 김종서가 김효진을 잠시 만나러 옴.-
- 안문현 : 박건숙 역

2000년 8월 당시 강원도 원주 중앙동 사는 김효진의 1969년 9월 16일생 사촌 올케 언니 박건숙이 김효진을 잠시 만나러 옴. -
- 김진수 : 김진수 역

2001년 9월 3일 당시 경기도 김포 월곶면 성동리 사는 김효진의 1972년 3월 21일생 사촌 오빠 김진수가 김효진을 잠시 만나러 옴. -
- 김선정 : 김선정 역

2001년 9월 3일 당시 경기도 김포 월곶면 성동리 사는 김효진의 1980년 3월 23일생 사촌 누이동생 김선정이 김효진을 잠시 만나러 옴. -
- 박상조 : 고영백 역

1945년 12월 24일 미군정 조선국 시대 말기 경기도 평택 출생이며 2002년 4월 12일 당시 김효진의 경기도 성남 분당구 판교동 사는 사돈댁 윗사돈으로 김효진의 두 고종사촌 남동생인 고대정과 고정엽의 친가친척 큰아버지(부인 백규숙과 사이에 슬하 2남 2녀를 둠.)
- 장웅 : 고준용 역

1975년 3월 24일 경기도 부천 출생이며 2002년 4월 12일 당시 김효진의 경기도 성남 분당구 판교동 사는 사돈댁 사돈 총각으로 김효진의 두 고종사촌 남동생인 고대정과 고정엽의 친가친척 사촌 종형 -
- 고정호 : 고정호 역

1977년 12월 10일 경기도 부천 출생이며 2001년 8월 6일 당시 김효진의 경기도 성남 분당구 판교동 사는 사돈댁 사돈 총각으로 김효진의 두 고종사촌 남동생인 고대정과 고정엽의 친가친척 사촌 종형 -
- 김민정 : 김길숙 역

1949년 3월 16일 경기도 김포 월곶면 고양리 출생으로 2002년 4월 5일 당시 김효진의 경기도 고양 일산구 중산동 사는 김효진의 막내 고모(부군 고영칠과 사이에 2남을 둠.).
- 양헌 : 고대정 역

1978년 5월 22일, 경기도 안양 출생으로 2002년 4월 5일 당시 김효진의 경기도 고양 일산구 중산동 사는 고종사촌 남동생 고대정 - 고정엽의 친형. -
- 조인기 : 고정엽 역

1981년 7월 1일, 경기도 안양 출생으로 2002년 4월 5일 당시 김효진의 경기도 고양 일산구 중산동 사는 고종사촌 남동생 고정엽 - 고대정의 아우. -
- 김미연 : 김미연 역

2002년 5월 3일 당시 경기도 김포 월곶면 갈산리 사는 김효진의 1983년 3월 20일생 친정 5촌 조카딸 김미연 - 2002년 5월 현재 대입 재수생 -
김효진 아버지 김상순 영감의 경기도 김포국교 학창 시절 교우 관계 관련
- 양택조 : 양택조 회장 역

문화물산 회장. 1939년 4월 21일 일제 시대 경기도 김포 양촌면 양곡리 출생. 집사람(전북 남원댁)과 사이에 슬하 2남 1녀(그 3남매 중 빠른 닭띠 만19세 막내딸 양미라)를 두었으며, 경기도 김포 유지 김상순(김형자의 前 남편인 동시에, 김효진의 아버지인 김상순 영감)의 경기도 김포국민학교 2년 후배.
김효진이 2001년 2월 말순 당시, 잠시 교제 시도 끝에 끝내 교제 실패한 광희그룹 외동아들 김성수 관련
- 강현수 - 김광남 광희그룹 회장 외동아들 김성수의 전용 드라이버 강병준 역
- 박광남 - 김성수 君 아버지 광희그룹 회장 김광남 역
- 서권순 - 김성수 君 어머니 광희그룹 안주인 서권순 역

정다빈의 친척 관련
- 윤성훈 - 윤성훈[93] 역

정다빈의 동갑내기 고종사촌 오빠이며 윤용범(정다빈 둘째 고모부)과 정은옥(정다빈 둘째 고모)의 슬하 1남 2녀(3남매) 중 막둥이(막내아들)로 경기도 안양 출생인 윤성훈
- 이민호 ... 이민호 역

정다빈의 이질 조카.
- 서배준 ... 서배현[95] 역

정다빈의 3살 많은 고종사촌 오빠이며 서행춘(정다빈 첫째 고모부)과 정진옥(정다빈 첫째 고모)의 슬하 1남 2녀(3남매) 중 막둥이(막내아들)로 경기도 수원 출생인 서배현
1988년 4월 그리고 1988년 8월 당시 충청남도 청양, 양동근과 이재은의 그 어린 시절 회상 관련
- 이재응 ... 1988년 4월 8일 당시 어린 양동근 역

1988년 4월 8일, 충청남도 청양 청양읍 읍내리 지역의 국민학교 2학년 2반 아홉살 시절 어린 양동근
- 고주연 ... 1988년 4월 8일 당시 어린 이재은 역

1988년 4월 8일, 충청남도 청양 청양읍 읍내리 지역의 국민학교 2학년 2반 아홉살 시절 어린 이재은
- 김민식 ... 박복춘 충청남도 청양국민학교 교사 역

1988년 4월, 충청남도 청양 청양읍 읍내리 소재 국민학교 2학년 2반 두 국교생 양동근과 이재은의 모교인 충청남도 청양국민학교 2학년 1반 담임 교사였던 당시 39세 박복춘 교사
- 배민희 ... 배민희 교사 역

1988년 4월, 충청남도 청양 청양읍 읍내리 소재 국민학교 2학년 2반 두 국교생 양동근과 이재은의 모교인 충청남도 청양국민학교 2학년 3반 담임 교사였던 당시 24세 배민희 교사
- 김준모 ... 국민학교 소사 이상민[96] 역

1988년 4월, 충청남도 청양 청양읍 읍내리 소재 국민학교 2학년 시절 두 국교생 양동근과 이재은의 모교인 충청남도 청양국민학교 소사 직함이었던 당시 돼지띠 만29세 이상민
- 이규준 ... 국민학교 급사 고광택[97] 역

1988년 4월, 충청남도 청양 청양읍 읍내리 소재 국민학교 2학년 시절 두 국교생 양동근과 이재은의 모교인 충청남도 청양국민학교 급사 직함이었던 당시 호랑이띠 만26세 고광택
- 추자현 ... 전직 국민학교 교사 추자현 역

1988년 4월, 충청남도 청양 청양읍 읍내리 지역의 각기각기로 충청남도 청양국민학교 2학년 아홉 살 시절 어린 양동근과 어린 이재은의 국민학교 2학년 2반 담임 교사였던 당시 토끼띠 26세 추자현
- 이규한 ... 추선동 역

1988년 8월, 충청남도 청양국민학교 교사인 추자현의 오빠 추선동
- 허정민 ... 추봉기 역

1988년 8월, 충청남도 청양국민학교 선생 추자현의 남동생 추봉기
- 공현주 ... 추애숙 역

1988년 8월, 충청남도 청양국민학교 선생 추자현의 첫째 누이동생 추애숙
- 김은주 ... 추혜란 역

1988년 8월, 충청남도 청양국민학교 선생 추자현의 막내 누이동생 추혜란
- 전원주 ... 전원주 역

1988년 8월, 충청남도 청양국민학교 선생 추자현 오빠 추선동 씨의 장조모(추선동 아내 한길숙 씨의 친정 할머님)인 전원주
- 최창민 ... 한강산 역

1988년 8월, 충청남도 청양국민학교 선생 추자현 오빠 추선동의 큰 처남 한강산
- 송재윤 ... 한재숙 역

1988년 8월, 충청남도 청양국민학교 선생 추자현 오빠 추선동의 큰 처제 한재숙
- 홍인영 ... 한소영 역

1988년 8월, 충청남도 청양국민학교 선생 추자현 오빠 추선동의 작은 처제 한소영
- 허이재 ... 한소재 역

1988년 8월, 충청남도 청양국민학교 선생 추자현 오빠 추선동의 막내 처제 한소재
- 류덕환 ... 한강수 역

1988년 8월, 충청남도 청양국민학교 선생 추자현 오빠 추선동의 막내 처남 한강수
1991년 4월 당시 충청남도 청양, 양동근과 이재은의 그 어린 시절 회상 관련
- 박탐희 ... 충청남도 청양국민학교 교사 박탐희 역

1991년 4월, 충청남도 청양 청양읍 읍내리 지역의 국민학교 5학년 5반 열두 살 시절 어린 양동근의 담임 교사 박탐희(그 당시 양띠 만24세 처녀 선생)
- 곽정욱 ... 1991년 4월 25일 당시 어린 양동근 역

1991년 4월 25일, 충청남도 청양 청양읍 읍내리 지역의 국민학교 5학년 5반 열두살 시절 어린 양동근
- 이세영 ... 1991년 4월 25일 당시 어린 이재은 역

1991년 4월 25일, 충청남도 청양 청양읍 읍내리 지역의 국민학교 5학년 5반 열두살 시절 어린 이재은
- 최철호 ... 국민학교 교사 송갑수 역

1991년 4월, 충청남도 청양 청양읍 읍내리 지역의 국민학교 5학년 5반 열두 살 당시 어린 양동근의 학창 시절 타반(5학년 1반) 담임 교사 송갑수(그 당시 쥐띠 만31세 총각 선생)
- 길수현 ... 국민학교 교사 안여진 역

1991년 4월, 충청남도 청양 청양읍 읍내리 지역의 국민학교 5학년 5반 열두 살 당시 어린 양동근의 학창 시절 타반(5학년 2반) 담임 교사 안여진(그 당시 말띠 만25세 처녀 선생)
- 김원배 : 국민학교 경비실장 겸 수석 수위 하배균 역

1991년 4월, 충청남도 청양 청양읍 읍내리 지역의 국민학교 5학년 5반 열두 살 당시 어린 양동근의 학창 시절 충청남도 청양국민학교 경비실 실장 겸 수석 수위(그 당시 닭띠 만46세 노련한 교내 만8년차 경비원)
- 김민정 : 국민학교 경비실 겸 수석 수위 하배균 실장의 부인 장영완 역

1991년 4월, 충청남도 청양 읍내 청양국민학교 경비원 하배균 실장의 4년 연상녀 아내(그 당시 뱀띠 만50세)
- 박용진 : 국민학교 경비실 겸 수석 수위 하배균 실장의 맏아들 하길종 역

1991년 4월, 충청남도 청양 읍내 국민학교 경비원 하배균 실장 부부의 슬하 1남 2녀(3남매) 중 개띠 만21세 맏아이. 1989년 2월 당시 충청남도 천안공고 졸업한 그는 모터사이클 수리 정비공 자격증 취득을 한지도 어느덧 2년 후 1991년 4월, 그 당시 공군 사병 입대 준비중.
- 김진이 : 국민학교 경비실 겸 수석 수위 하배균 실장의 장녀 하강숙 역

1991년 4월, 충청남도 청양 읍내 국민학교 경비원 하배균 실장 부부의 슬하 1남 2녀(3남매) 중 둘째(쌍둥이 딸 중 토끼띠 만16세 맏이). 그 당시 충청남도 아산 온양여자고등학교 1학년 재학.
- 이미미 : 국민학교 경비실 겸 수석 수위 하배균 실장의 차녀 하남숙 역

1991년 4월, 충청남도 청양 읍내 국민학교 경비원 하배균 실장 내외의 슬하 1남 2녀(3남매) 중 막내(쌍둥이 딸 중 토끼띠 만16세 막내). 그 당시 충청남도 천안여자고등학교 1학년 재학.
- MC몽 ... 국민학교 수위 임기보(일명 땀뽀) 역

1991년 4월, 충남 청양 청양읍 읍내리 지역의 국민학교 5학년 5반 열두 살 당시 어린 양동근의 학창 시절 충남 청양 읍내 청양국민학교 견습 수위(풋풋한 그 때 당시 충북 청주기계공고 졸업(1990년 2월 졸)한지도 고작 1년 넘은 돼지띠 만20세 및 충남 청양국민학교 경비실 하배균 실장 휘하의 견습 경비원)
양동근의 2000년 8월 당시 충청남도 청양 청양읍 읍내리 친갓댁 및 친가 친척 관련
- 양일민 : 양석종[109] 역

양동근의 1918년생 말띠 배다른 서얼 큰할아버님(양동근 친조부 양태섭 영감의 친가 배다른 서형)으로 1986년 당시 아내를 여읜 친가 이복 서얼 큰종조할아버님.
- 오승룡 : 양승주 역

양동근의 1936년생 쥐띠 5촌 종백부(양석종 영감의 슬하 2남 1녀 中 장남)인데 집사람(하동댁)과 사이에 자녀로는 슬하 2남 2녀(4남매)를 둠.
- 김동수 : 양광천 역

양동근의 1949년생 소띠 5촌 종숙부(양석종 영감의 슬하 2남 1녀 中 막내아들)인데 집사람(울주댁)과 사이에 자녀로는 슬하 1남 1녀(맏아들과 막내딸) 둠.
양동근의 충청남도 홍성 외갓댁 및 외가 친척 관련
- 이윤석 - 주종국 교수[110] 역

양동근의 동복 외숙부.
- 라윤경 - 홍재라 역

양동근의 동복 외숙모.
- 안선영 - 주진영 역

양동근의 이복 이모.
- 유재원 - 유재원 역

양동근의 이복 이모부.
이재은의 친가 및 친인척 사돈 관련
- 이동신 - 이동신(재은 아빠) 역

김형자의 2번째 남편인 7년 연하 남편 1957년 11월 25일 강원도 춘천 출생 가평 이씨 후손 이동신.
- 홍서범 - 홍서범 역

이재은의 고모부(홍순중)의 막내 동생
- 조갑경 - 조갑경 역

이재은의 고모부(홍순중)의 막내 제수
해외 국가에서 온 유학생 관련
- 브루노 - 아일랜드(더블린)에서 온 태권도 청년 브루노 역
- 티모시 - 영국(잉글랜드 중심 도시 런던)에서 온 태권도 청년 티모시 역
- 보쳉 - 중화인민공화국(푸젠 성 푸저우)에서 온 태권도 청년 보쳉 역

장나라의 친가 관련
- 주호성 ... 장천호(장나라 아버지) 역

서울 동작구 노량진동 소재 노량진 상설 굴비 가게 대표 사업주
정원관 전직 서울 동작구 동작동 문화 카페 대표 그의 미국 일리노이 주 시카고 사는 사돈댁
- 이철호 : 토머스 리(Thomas Lee, 이필주) 역

미국 일리노이 주 시카고 교포 출신의 사업가. 토끼띠 만50세(경기도 용인 양지면 정수리 부농가 대농 집안의 후손 출신). 미국 Chicago Skampers Company 대표이사. 정원관 전직 서울 동작구 동작동 문화 카페 대표의 미국 일리노이 주 시카고 사는 사돈(정원관 넷째 누나 남편(서재팔)의 둘째 매형). 2001년 5월 20일, 내한 당시 서울 동작구 사당동 지역을 방문하여 카페를 마지막으로 접은 날로부터 어느덧 18일차 지난, 그 당시의 사돈댁 정원관 전직 대표를 설득하여, 결국 그로부터 11일차 지난 2001년 5월 31일, 정원관 전직 대표와 아울러 둘이 함께 미국 일리노이 주 시카고 지역으로 전격 동반 출국.
문화대학교 선후배 관련
- 표영호 - 표영호 역

2000년 12월 당시 문화대학교 대학원 신문방송학과 언론학 석사 학위 취득(2001년 2월 전기 학위 수여) 예정자 표영호
- 김동욱 ... 문화대학교 인문과학대학 철학과 98학번 및 1979년생 김동욱 역
- 박희진 ... 문화대학교 인문과학대학 철학과 99학번 및 1980년생 박희진 역
- 박용진 ... 문화대학교 철학과 00학번 및 1981년생 박용진 역
- 이남현 ... 문화대학교 철학과 00학번 및 1981년생 이남현 역
- 이진환 ... 문화대학교 철학과 01학번 및 1982년생 이진환 역
- 손헌수 ... 문화대학교 철학과 01학번 및 1982년생 손헌수 역
- 서현기 ... 문화대학교 법학과 01학번 및 1982년생으로 1학년 휴학생 출신의 2002년 3월 공군 사병 입대 예정자 안현기 역
- 강성 ... 문화대학교 경제학과 01학번 및 1982년생으로 1학년 휴학생 출신의 2002년 3월 공군 사병 입대 예정자 박갑승 역
- 붐 ... 문화대학교 행정학과 01학번 및 1982년생으로 1학년 휴학생 출신의 2002년 3월 공군 사병 입대 예정자 서광철 역
- 송경호 ... 문화대학교 공과대학 금속공학과 99학번 3학년 1학기 휴학생 및 2001년 8월 당시 공군 사병 입대 예정자 1980년생 송경호 역
- 한준 ... 문화대학교 공과대학 산업공학과 00학번 2학년 1학기 휴학생 및 2001년 8월 당시 공군 사병 입대 예정자 1981년생 한준 역
- 남현준 ... 문화대학교 공과대학 산업공학과 00학번 2학년 1학기 휴학생 및 2001년 8월 당시 공군 사병 입대 예정자 1981년생 남창록 역
- 남창희 ... 문화대학교 공과대학 산업공학과 00학번 남창록 학생의 친종제(사촌 남동생)이자 문화대학교 공과대학 재료공학과 01학번 1학년 1학기 휴학생 및 2001년 8월 당시 공군 사병 입대 예정자 1982년생 남창익 역
- 정민 ... 문화대학교 인문과학대학 인문과학과 98학번 4학년 1학기 휴학생 및 2001년 8월 당시 공군 사병 입대 예정자 1979년생 정민 역
- 신동욱 ... 문화대학교 인문과학대학 철학과 99학번 3학년 1학기 휴학생 및 2001년 8월 당시 공군 사병 입대 예정자 1980년생 임구승 역
- 이택림 ... 문화대학교 인문과학대학 철학과 99학번 및 1980년생 임구승 학생의 숙부 임택희 역
- 배연정 ... 문화대학교 인문과학대학 철학과 99학번 및 1980년생 임구승 학생의 숙부 오차숙 역
- 이승광 ... 문화대학교 체육대학 체육학과 01학번 및 1학년 1학기 휴학생 및 2001년 8월 당시 공군 사병 입대 예정자 1982년생 이승규 역
- 정기성 ... 문화대학교 체육대학 체육학과 01학번 이승규 학생의 친가 종형(사촌 형)인 문화대학교 문과대학 영어영문학과 94학번 출신이자 동 영문학과 4학년 및 1975년생 이은택 역
- 조훈성 ... 문화대학교 체육대학 체육학과 01학번 이승규 학생의 친가 재종형(6촌 형)인 문화대학교 문과대학 중어중문학과 98학번 출신이자 동 중문학과 4학년 및 1979년생 이종창 역
- 진재영 ... 문화대학교 체육대학 체육학과 01학번 이승규 학생의 친가 사촌 누나인 문화대학교 공연예술대학 모델학과 98학번 출신이자 동 모델학과 4학년 및 빠른 1980년 2월 1일생 이유주 역
- 김석민 ... 문화대학교 공연예술대학 실용음악학과 94학번 및 1975년생으로 2001년 10월 당시 문화대학교 실용음악학과 4학년 재학생 출신의 김석민 역
- 김지훈 ... 문화대학교 음악대학 성악학과 94학번 및 1975년생으로 2001년 10월 당시 문화대학교 성악학과 4학년 재학생 출신의 김지훈 역

2001년 12월 중순, TV 뉴스 기상정보 관련
- 김혜은

2002년 3월 초순, TV 뉴스 우리동네 이슈 관련
- 임경진
- 현인아

2000년 8월 초순, TV 버라이어티 예능 프로그램 관련
- 이소라 ... 2000년 8월 당시 미팅 프로그램 여성 참가원 이소라 역
- 이유진 ... 2000년 8월 당시 미팅 프로그램 여성 참가원 이유진 역
- 송일국 ... 2000년 8월 당시 미팅 프로그램 남성 참가원 정기성 역

2001년 8월 초순 당시, 문화대학교 여름 방학 축제 초대가수 관련
- 유리상자 ... 2001년 8월 당시 문화대학교 여름 방학 축제 초대 가수 역

2002년 2월 말순 당시, 문화대학교 신입생 오리엔테이션 초대가수 관련
- 밀크 ... 2002년 2월 당시 문화대학교 신입생 오리엔테이션 초대 가수 역
- 체리 필터 ... 2002년 2월 당시 문화대학교 신입생 오리엔테이션 초대 가수 역

이민우의 친가 친척 관련
- 이아현 ... 이아현 역

이민우의 사촌 누나
- 안연홍 ... 최연홍[119] 역

이민우의 고종6촌 누나 최연홍(63회 - 경기도 양평 옥천면 옥천리 사는 서울 문화공업고등학교 2학년 재학생 최상학의 경기도 수원 장안구 송죽동 지역으로 취직한 누나)
- 최상학 ... 최상학 역

이민우의 고종6촌 남동생
이민우의 1993년 2월, 서울을지로국민학교 졸업 동기 동창 관련
- 주우 ... 이민우의 옛날 국민학교 동창 주상철 역
- 김신일 ... 이민우 국민학교 동창 주상철의 막내 배다른 외삼촌 김신일 역
- 박진수 ... 이민우 국민학교 동창 주상철의 고종사촌 형 박시구 역
- 양지선 ... 이민우 국민학교 동창 주상철의 고종사촌 누나 양지선 역
- 신동미 ... 이민우 국민학교 동창 주상철의 이종사촌 누이동생 신동미 역
- 임은경 ... 이민우 국민학교 동창 주상철의 고종사촌 누이동생 임은경 역
- 서현기 ... 이민우의 옛날 국민학교 동창 최창석 역

목소리 출연
2000년 8월, 문화대학교 사회체육학과 2학년 양동근 충청남도 청양 청양읍 읍내리 친족 및 타지 친척들
- 정태섭 - 2000년 8월, 양동근 친할아버지이자 충청남도 청양 지역 빈농 1924년생 양태섭 역으로 목소리 출연.
- 나문희 - 2000년 8월, 양동근 친할머니 1923년생 나준옥(경기 화성댁) 역으로 목소리 출연.
- 홍민우 - 2000년 8월, 양동근 충청남도 홍성 외할아버지 1933년생 주도홍 역으로 목소리 출연.
- 김용림 - 2000년 8월, 양동근 충청남도 홍성 새외할머니 1946년생 김홍순(전남 화순댁 - 양동근 어머니 주성경 친정 새엄마) 역으로 목소리 출연.
- 김상경 - 양동근 아버지이자 충청남도 청양 청양읍 읍내리 지역 빈농 1942년생 양상경 역으로 목소리 출연.
- 한영숙 - 양동근 어머니(충청남도 홍성 홍성읍 신성리 출생)인 1955년생 주성경(홍성댁) 역으로 목소리 출연.
- 오욱철 - 양동근 작은아버지이자 충청남도 청양 지역 빈농 1958년생 양욱철 역으로 목소리 출연.
- 연운경 - 양동근 숙모(경상북도 경주 빈농 집안 출신)인 1956년생 연운경(경주댁) 역으로 목소리 출연.
- 강호동 - 양동근 숙부 처조카(경상북도 경주 빈농 집안 출신)인 1970년생 연호동(경주댁 친정 조카) 역으로 목소리 출연.

2001년 9월, 정원중 교수가 애청하는 라디오 민본주의 조선 황조 시대 사극 드라마 에피소드
- 박형준 ... 정원중 교수가 자신의 오피스텔에서 즐겨 청취하는 라디오 사극 드라마 극중 군왕 역을 배역한 성우 역으로 목소리 단역 출연
- 변소정 ... 정원중 교수가 자신의 오피스텔에서 즐겨 청취하는 라디오 사극 드라마 극중 왕후 역을 배역한 성우 역으로 목소리 단역 출연
- 강성민 ... 정원중 교수가 자신의 오피스텔에서 즐겨 청취하는 라디오 사극 드라마 극중 왕세제 역을 배역한 성우 역으로 목소리 단역 출연
- 박은혜 ... 정원중 교수가 자신의 오피스텔에서 즐겨 청취하는 라디오 사극 드라마 극중 왕세제비 역을 배역한 성우 역으로 목소리 단역 출연
- 한미진 ... 정원중 교수가 자신의 오피스텔에서 즐겨 청취하는 라디오 사극 드라마 극중 왕세제 승은후궁 역을 배역한 성우 역으로 목소리 단역 출연
- 이세은 ... 정원중 교수가 자신의 오피스텔에서 즐겨 청취하는 라디오 사극 드라마 극중 군왕 동복 누이동생 첫째 공주 역을 배역한 성우 역으로 목소리 단역 출연
- 전수연 ... 정원중 교수가 자신의 오피스텔에서 즐겨 청취하는 라디오 사극 드라마 극중 군왕 이복 누이동생 옹주 역을 배역한 성우 역으로 목소리 단역 출연
- 인교진 ... 정원중 교수가 자신의 오피스텔에서 즐겨 청취하는 라디오 사극 드라마 극중 군왕 동복 남동생 대군 역을 배역한 성우 역으로 목소리 단역 출연
- 최우혁 ... 정원중 교수가 자신의 오피스텔에서 즐겨 청취하는 라디오 사극 드라마 극중 왕세자 역을 배역한 성우 역으로 목소리 단역 출연
- 김현진 ... 정원중 교수가 자신의 오피스텔에서 즐겨 청취하는 라디오 사극 드라마 극중 왕세자비 역을 배역한 성우 역으로 목소리 단역 출연
- 김성은 ... 정원중 교수가 자신의 오피스텔에서 즐겨 청취하는 라디오 사극 드라마 극중 왕세자 승은후궁 역을 배역한 성우 역으로 목소리 단역 출연
- 김현주 ... 정원중 교수가 자신의 오피스텔에서 즐겨 청취하는 라디오 사극 드라마 극중 군주 제1후궁 역을 배역한 성우 역으로 목소리 단역 출연
- 김미희 ... 정원중 교수가 자신의 오피스텔에서 즐겨 청취하는 라디오 사극 드라마 극중 군주 제2후궁 역을 배역한 성우 역으로 목소리 단역 출연
- 김채연 ... 정원중 교수가 자신의 오피스텔에서 즐겨 청취하는 라디오 사극 드라마 극중 군주 제3후궁 역을 배역한 성우 역으로 목소리 단역 출연
- 이민정 ... 정원중 교수가 자신의 오피스텔에서 즐겨 청취하는 라디오 사극 드라마 극중 군주 제4후궁 역을 배역한 성우 역으로 목소리 단역 출연
- 홍은희 ... 정원중 교수가 자신의 오피스텔에서 즐겨 청취하는 라디오 사극 드라마 극중 군주 제5후궁 역을 배역한 성우 역으로 목소리 단역 출연
- 허성수 ... 정원중 교수가 자신의 오피스텔에서 즐겨 청취하는 라디오 사극 드라마 극중 군주 제6후궁 역을 배역한 성우 역으로 목소리 단역 출연
- 김지은 ... 정원중 교수가 자신의 오피스텔에서 즐겨 청취하는 라디오 사극 드라마 극중 군주 제7후궁 역을 배역한 성우 역으로 목소리 단역 출연
- 신지수 ... 정원중 교수가 자신의 오피스텔에서 즐겨 청취하는 라디오 사극 드라마 극중 군주 제8후궁 역을 배역한 성우 역으로 목소리 단역 출연
- 최지숙 ... 정원중 교수가 자신의 오피스텔에서 즐겨 청취하는 라디오 사극 드라마 극중 군주 제9후궁 역을 배역한 성우 역으로 목소리 단역 출연
- 김창완 ... 정원중 교수가 자신의 오피스텔에서 즐겨 청취하는 라디오 사극 드라마 극중 퇴위 상왕 역을 배역한 성우 역으로 목소리 단역 출연
- 박정수 ... 정원중 교수가 자신의 오피스텔에서 즐겨 청취하는 라디오 사극 드라마 극중 상왕전 왕대비 역을 배역한 성우 역으로 목소리 단역 출연
- 박주희 ... 정원중 교수가 자신의 오피스텔에서 즐겨 청취하는 라디오 사극 드라마 극중 상왕전 제1후궁 역을 배역한 성우 역으로 목소리 단역 출연
- 박형선 ... 정원중 교수가 자신의 오피스텔에서 즐겨 청취하는 라디오 사극 드라마 극중 상왕전 제2후궁 역을 배역한 성우 역으로 목소리 단역 출연
- 고정민 ... 정원중 교수가 자신의 오피스텔에서 즐겨 청취하는 라디오 사극 드라마 극중 상왕전 제3후궁 역을 배역한 성우 역으로 목소리 단역 출연
- 박진희 ... 정원중 교수가 자신의 오피스텔에서 즐겨 청취하는 라디오 사극 드라마 극중 상왕전 제4후궁 역을 배역한 성우 역으로 목소리 단역 출연
- 한희 ... 정원중 교수가 자신의 오피스텔에서 즐겨 청취하는 라디오 사극 드라마 극중 상왕전 제5후궁 역을 배역한 성우 역으로 목소리 단역 출연
- 최자혜 ... 정원중 교수가 자신의 오피스텔에서 즐겨 청취하는 라디오 사극 드라마 극중 상왕전 제6후궁 역을 배역한 성우 역으로 목소리 단역 출연
- 김일웅 ... 정원중 교수가 자신의 오피스텔에서 즐겨 청취하는 라디오 사극 드라마 극중 대전 수석내관 역을 배역한 성우 역으로 목소리 단역 출연
- 신동욱 ... 정원중 교수가 자신의 오피스텔에서 즐겨 청취하는 라디오 사극 드라마 극중 대전 차석내관 역을 배역한 성우 역으로 목소리 단역 출연
- 김철기 ... 정원중 교수가 자신의 오피스텔에서 즐겨 청취하는 라디오 사극 드라마 극중 상왕전 수석내관 역을 배역한 성우 역으로 목소리 단역 출연
- 여현수 ... 정원중 교수가 자신의 오피스텔에서 즐겨 청취하는 라디오 사극 드라마 극중 상왕전 차석내관 역을 배역한 성우 역으로 목소리 단역 출연
- 김상엽 ... 정원중 교수가 자신의 오피스텔에서 즐겨 청취하는 라디오 사극 드라마 극중 왕세제 동궁전 내관 역을 배역한 성우 역으로 목소리 단역 출연
- 양현태 ... 정원중 교수가 자신의 오피스텔에서 즐겨 청취하는 라디오 사극 드라마 극중 왕세자 동궁전 내관 역을 배역한 성우 역으로 목소리 단역 출연
- 황윤미 ... 정원중 교수가 자신의 오피스텔에서 즐겨 청취하는 라디오 사극 드라마 극중 대전 상궁나인 역을 배역한 성우 역으로 목소리 단역 출연
- 배두나 ... 정원중 교수가 자신의 오피스텔에서 즐겨 청취하는 라디오 사극 드라마 극중 중궁전 상궁나인 역을 배역한 성우 역으로 목소리 단역 출연
- 임태린 ... 정원중 교수가 자신의 오피스텔에서 즐겨 청취하는 라디오 사극 드라마 극중 상왕궁 왕대비전 상궁나인 역을 배역한 성우 역으로 목소리 단역 출연
- 이창훈 ... 정원중 교수가 자신의 오피스텔에서 즐겨 청취하는 라디오 사극 드라마 극중 영의정 역을 배역한 성우 역으로 목소리 단역 출연
- 강보라 ... 정원중 교수가 자신의 오피스텔에서 즐겨 청취하는 라디오 사극 드라마 극중 영의정 정경부인 역을 배역한 성우 역으로 목소리 단역 출연
- 이혁재 ... 정원중 교수가 자신의 오피스텔에서 즐겨 청취하는 라디오 사극 드라마 극중 좌의정 역을 배역한 성우 역으로 목소리 단역 출연
- 김민선 ... 정원중 교수가 자신의 오피스텔에서 즐겨 청취하는 라디오 사극 드라마 극중 좌의정 정경부인 역을 배역한 성우 역으로 목소리 단역 출연
- 함신영 ... 정원중 교수가 자신의 오피스텔에서 즐겨 청취하는 라디오 사극 드라마 극중 우의정 역을 배역한 성우 역으로 목소리 단역 출연
- 임유진 ... 정원중 교수가 자신의 오피스텔에서 즐겨 청취하는 라디오 사극 드라마 극중 우의정 정경부인 역을 배역한 성우 역으로 목소리 단역 출연
- 김찬우 ... 정원중 교수가 자신의 오피스텔에서 즐겨 청취하는 라디오 사극 드라마 극중 공조판서 역을 배역한 성우 역으로 목소리 단역 출연
- 김나운 ... 정원중 교수가 자신의 오피스텔에서 즐겨 청취하는 라디오 사극 드라마 극중 공조판서 정부인 역을 배역한 성우 역으로 목소리 단역 출연
- 류진 ... 정원중 교수가 자신의 오피스텔에서 즐겨 청취하는 라디오 사극 드라마 극중 이조판서 역을 배역한 성우 역으로 목소리 단역 출연
- 김태희 ... 정원중 교수가 자신의 오피스텔에서 즐겨 청취하는 라디오 사극 드라마 극중 이조판서 정부인 역을 배역한 성우 역으로 목소리 단역 출연
- 조진수 ... 정원중 교수가 자신의 오피스텔에서 즐겨 청취하는 라디오 사극 드라마 극중 예조판서 역을 배역한 성우 역으로 목소리 단역 출연
- 허영란 ... 정원중 교수가 자신의 오피스텔에서 즐겨 청취하는 라디오 사극 드라마 극중 예조판서 정부인 역을 배역한 성우 역으로 목소리 단역 출연
- 김주혁 ... 정원중 교수가 자신의 오피스텔에서 즐겨 청취하는 라디오 사극 드라마 극중 호조판서 역을 배역한 성우 역으로 목소리 단역 출연
- 윤희주 ... 정원중 교수가 자신의 오피스텔에서 즐겨 청취하는 라디오 사극 드라마 극중 호조판서 정부인 역을 배역한 성우 역으로 목소리 단역 출연
- 임호 ... 정원중 교수가 자신의 오피스텔에서 즐겨 청취하는 라디오 사극 드라마 극중 형조판서 역을 배역한 성우 역으로 목소리 단역 출연
- 김사랑 ... 정원중 교수가 자신의 오피스텔에서 즐겨 청취하는 라디오 사극 드라마 극중 형조판서 정부인 역을 배역한 성우 역으로 목소리 단역 출연
- 윤기원 ... 정원중 교수가 자신의 오피스텔에서 즐겨 청취하는 라디오 사극 드라마 극중 병조판서 역을 배역한 성우 역으로 목소리 단역 출연
- 염현희 ... 정원중 교수가 자신의 오피스텔에서 즐겨 청취하는 라디오 사극 드라마 극중 병조판서 정부인 역을 배역한 성우 역으로 목소리 단역 출연

## 제작진
- 기　획 : 은경표, 권익준
- 연　출 : 은경표, 권익준, 여운혁, 조희진, 김민식
- 조연출 : 주성우, 강영선, 조찬주, 이종혁, 유호철, 문희현, 조찬주
- 극　본 : 최진원, 양희승, 김현희, 김용래, 명수현, 서은정, 박민정, 박혜련, 백지현, 김경희, 이효진, 임선경
- 구　성 : 김경희, 백지현, 이승은, 정현선, 이승훈, 임선경, 이효진, 오종수, 문연이, 유희선, 이영철, 이은경, 이진

## 방송 시간
| 방송 채널 | 프로그램  | 방송 기간                         | 방송 시간                          |
| --------- | --------- | --------------------------------- | ---------------------------------- |
| MBC TV    | 뉴 논스톱 | 2000년 7월 31일 ~ 2002년 3월 29일 | 매주 평일 저녁 7시 ~ 7시 25분      |
| MBC TV    | 뉴 논스톱 | 2002년 4월 1일 ~ 2002년 5월 17일  | 매주 평일 저녁 6시 50분 ~ 7시 20분 |

## 참고 사항
- 2001년에 시트콤 분야 1위를 차지하였으며, 특히 역대 한국 시트콤 사상 가장 높은 시청률인 39.7%를 기록했다.
- 이 시트콤의 주조연 및 단역을 비롯한 역대 총 출연진 중 최고령 출연자는 극중 조인성의 친할아버지 조광한 역으로 나왔던 원로 영화배우 겸 연기자 장인한(1918년생) 선생이고, 차고령 출연자는 극중 양동근의 친가 배다른 서얼 큰할아버지 양석종 역으로 나왔던 원로 영화배우 겸 연기자 양일민(1928년생) 선생이다.
- 이 시트콤에 2000년 8월 카메오로 출연했던 홍석천은 본 시트콤에 특별출연한지 한 달이 지난 후인 2000년 9월 대한민국 연예인 최초로 동성애 관련 전력에 대해 커밍아웃 선언을 하였다.
- 이 시트콤에서는 MBC 성우극회 소속 성우들이 많이 출연하는 편이다.

## 수상 경력
- 2002년 백상예술대상 TV부문 신인 연출상 김민식